# 环路

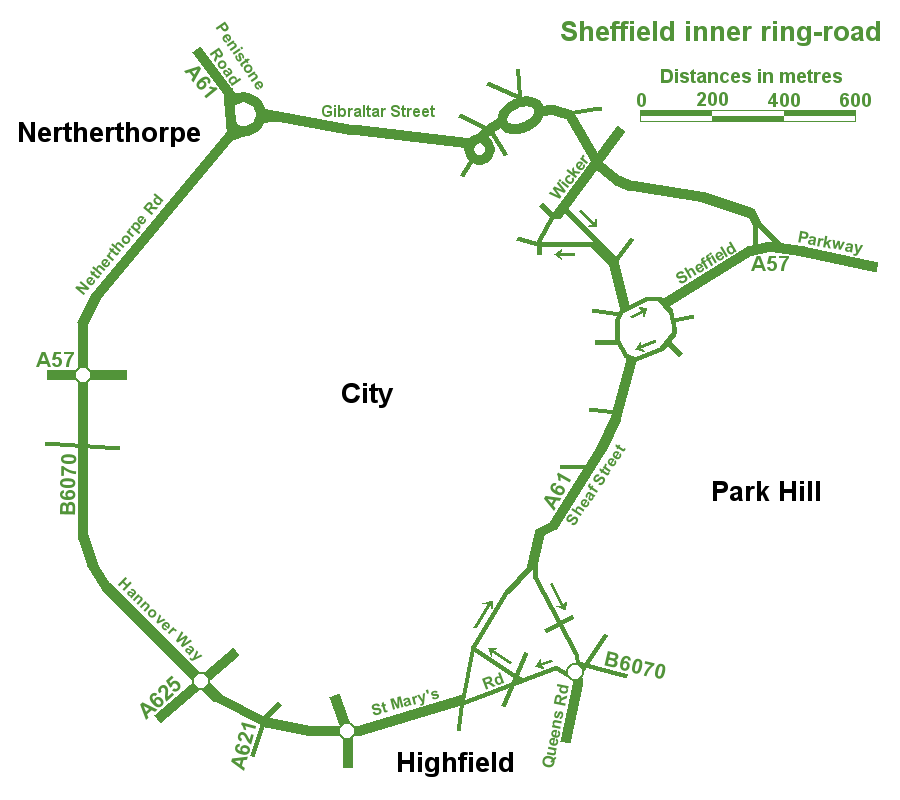
英国谢菲尔德的内环路

环路（英語：ring road, circular road, circumferential highway），又称环狀公路、環形道路，是环绕城镇、城市或国家的道路、或一系列相连的道路。其最常见目的是帮助减少市中心的交通量，并为驾驶人士提供不需要经过城市核心的替代道路。

## 名称相关
欧洲大部分城市的环形路线使用“Ring Road”这一名称，如柏林环路、布鲁塞尔环路、阿姆斯特丹环路，巴黎周围的Périphérique大道以及利兹内外环路但也有一部分长度较长、达到高速公路标准的环路称为“Orbital”。
在美国，许多环形公路被称为“Beltway”，例如华盛顿特区周围的首都环城公路。一些环形公路，例如华盛顿的首都环城公路，使用“内环”和“外环”术语来指示旅行，因为基本（罗盘）方向不能在整个循环周围均匀签名。“环路”一词偶尔可与“繞行道路”互换使用。

## 例子

### 亚洲

#### 中国大陆
- 北京二、三、四、五、六環路
- 上海内环线
- 上海中环线
- 上海外环线
- 上海郊环线，并非一个完整的环
- 广州内环路、 广州环城高速
- 重庆：内环快速，解放碑地下环道，观音桥环道，弹子石环道，南坪环道
- 宁波绕城高速
- 成都一、二、三环路、 成都绕城高速（规划四环路）、 成都第二绕城高速、 成都都市圈环线高速
- 沈阳绕城高速
- 福州二、三环路、 福州绕城高速
- 泉州绕城高速（主要由S11福厦高速构成）
- 深圳绕城高速
- 广州绕城高速
- 辽中环线高速
- 杭州湾环线高速
- 成渝环线高速
- 珠三角环线高速
- 首都环线高速
- 海南环线高速
- 温州绕城高速

#### 香港
- 香港9號幹線

#### 台湾
- 台62線
- 臺中環線（主要由台74線構成）
- 臺南環線

#### 日本
- 首都高速都心環狀線（C1，将在日本桥高架桥地下化改造后拆环）
- 首都高速中央環狀線（C2，借助湾岸线准成环）
- 東京外環自動車道（因种种原因迄今未能成环）
- 首都圈中央联络自动车道
- 国道16号
- 名古屋高速都心环状线
- 名古屋第二环状自动车道
- 阪神高速1號環狀線（Route 1 Loop Route）
- 東海環狀自動車道

#### 其他
- 韓國首爾外環高速公路
- 马来西亚吉隆坡内环公路、第一中环公路、吉隆坡第二中环公路、外环公路、槟城内环、中环公路、北海外环公路，亚罗士打西部绕道，双溪大年东部绕道，双溪大年西部绕道

### 欧美
- 英國倫敦外環高速公路（M25高速公路）
- 法國巴黎環城大道
- 奧地利維也納環城大道
- 德國柏林外環高速公路（10號高速公路）
- 俄国莫斯科環城公路
- 美國495號州際公路 (首都環線)